# PDF.js
PDF.js ist der eingebaute PDF-Leser im Webbrowser Mozilla Firefox. Er ist in JavaScript geschrieben und benutzt HTML5-Canvas-Elemente um PDF-Dokumente darzustellen.
Seit Firefox-Version 15 ist PDF.js enthalten und ab Version 19 standardmäßig aktiviert.
PDF.js war, bevor es in den Browser integriert wurde, nur als Erweiterung erhältlich. PDF.js gibt es auch für Google Chrome.
Die Softwarebibliothek kann in beliebige Webanwendungen integriert werden und wird laut npm von 560 weiteren Open-Source-Bibliotheken verwendet (Stand September 2020).